# Снежка
Снежка или Шњешка (на чешком односно пољском) је планина на граници између Чешке и Пољске, најистакнутија тачка масива Крконоша. Са 1.603 м њен врх је највиша тачка у Чешкој, Доњошлеском војводству, Крконоши и целокупним Судетима.

## Историја
Снежка је била једна од првих европских планина коју су посетили многи туристи. То је углавном последица релативно малих техничких потешкоћа при успону и чињенице да су од шеснаестог века многи посетиоци оближње Јелење Горе и због близине уочљиве Снежке, визуелно доминантне над свим Крконошама, посећивали ову важну атракцију.
Први историјски приказ успона на врх је из 1456. године, од стране непознатог млетачког трговца који је тражио драго камење. Убрзо су се појавила прва насеља на планини, пре свега рударске заједнице, које су ископавале своја лежишта бакра, гвожђа и арсена. Рударске јаме, укупне дужине 1,5 км, остале су до данас.
Прво забележено немачко име било је Рајзеберг ("џиновска планина", од Riesengebirge), које је Георгијус Агрикола (Georgius Agricola) поменуо 1546. године. Петнаест година касније име Рајзенберг појављује се на мапи Шлеске Мартина Хелвига (Martin Helwig). Немачко име касније се променило у Рајзенкопе (Riesenkoppe) ("џиновски врх") и коначно у Шнекопе (Schneekoppe) ("снежни врх", "снежна глава").
На чешком језику планина се у почетку звала Пахрбек Сњежни (Pahrbek Sněžný ) ("брдо снега"); касније Снежка, понекад Снежовка, што значи "снежна" или "снегом покривена", што је усвојено 1823. године. Старије пољско име планине било је Гура Оубжимја (Góra Olbrzymia), што значи "џиновска планина".
Прва грађевина на врху планине била је Капела Светог Ловре (Laurentiuskapelle), саграђена око 1665 -1681. од стране породице племића Штафгоч (Schaffgotsch), а служила је и као крчма у кратком периоду. Територија која укључује руднике била је власништво породице Штафгоч до 1945. Такозвана Пруска колиба (Preußische Baude) саграђена је на шлеској (сада пољској) страни 1850. године, а потом је 1868. изграђена Чешка колиба (Česká bouda) на Бохемијској (сада чешкој) страни, обе изграђене у сврху обезбеђивања преноћишта. Пруска колиба је два пута обновљена након пожара (1857. и 1862), а "пољска колиба" (после 1945) коначно је срушена 1967. године. Бохемијска колиба је нестала након 1990. године, а срушена је 2004. године.
На планини је изграђена дрвена метеоролошка станица око 1900. године, једина метеоролошка станица у средњој Европи која је остала нетакнута после Другог светског рата. Срушена је 1980-их. 

## Данас
Једна страна планине је у Чешкој; друга припада Пољској. Подручје је лети врло популарно за туристе из Чешке, Пољске и Немачке који уживају у планинарењу у алпском окружењу јединственом за ово подручје.
На пољској страни је 1974. године изграђена опсерваторија у облику диска са метеоролошком станицом, рестораном и капелом Светог Ловре. На чешкој страни су пошта и станица успињаче, која повезује врх са градом Пец под Сњешком у подножју планине.
Иако је планина највиши природни врх у Чешкој, стварна највиша тачка је врх телевизијског предајника на Прадједу, достижући 1.652 метра (1.491 + 162 м). Ако се узме у обзир пољска опсерваторија, врх Снежке је на 1.620 метара.
2004. године нова пошта и посматрачка платформа заменили су стару пошту и остатке Бохемијске колибе, која је била затворена од 1980-их.
У марту 2009. године, пољска опсерваторија претрпела је озбиљна оштећења горњег диска због екстремних временских услова и структурних грешака. Под горњег диска се сломио, упркос брзом одзиву Техничког универзитета у Вроцлаву који је спасао преостали део од даљег оштећења. Ресторан и канцеларије поново су отворене убрзо након што је грађевински тим завршио са чишћењем остатака и осигуравањем онога што је остало од опсерваторије. После детаљног прегледа утврђено је да више не би требало да дође до оштећења и зграда је враћена у претходно стање.
Стару успињачу до врха Снежке заменио је нови систем жичара. Од фебруара 2014. кабине за четири особе у две секције превозиле су 250 посетилаца на сат из чешког града Пец под Сњешком.
Постоје бројне обележене туристичке руте од пољске стране до врха, углавном из града Карпача. Из Карпача се може возити жичаром до Копе (1377 м н.в.) што знатно скраћује пут до врха.
Снежка припада круни (нејвише тачке) Европе, круни пољских планина и круни Судета.

## Клима
Због велике надморске висине клима је поларна, не далеко од континенталне субполарне климе. Разлика треба да буде најмање 6 °C нижа на годишњем просеку у поређењу са метеоролошком станицом у равници.
| Клима Sněžka (ridge), elevation: 1603 m, 1981-2010 normals, extremes 1980-present | Клима Sněžka (ridge), elevation: 1603 m, 1981-2010 normals, extremes 1980-present | Клима Sněžka (ridge), elevation: 1603 m, 1981-2010 normals, extremes 1980-present | Клима Sněžka (ridge), elevation: 1603 m, 1981-2010 normals, extremes 1980-present | Клима Sněžka (ridge), elevation: 1603 m, 1981-2010 normals, extremes 1980-present | Клима Sněžka (ridge), elevation: 1603 m, 1981-2010 normals, extremes 1980-present | Клима Sněžka (ridge), elevation: 1603 m, 1981-2010 normals, extremes 1980-present | Клима Sněžka (ridge), elevation: 1603 m, 1981-2010 normals, extremes 1980-present | Клима Sněžka (ridge), elevation: 1603 m, 1981-2010 normals, extremes 1980-present | Клима Sněžka (ridge), elevation: 1603 m, 1981-2010 normals, extremes 1980-present | Клима Sněžka (ridge), elevation: 1603 m, 1981-2010 normals, extremes 1980-present | Клима Sněžka (ridge), elevation: 1603 m, 1981-2010 normals, extremes 1980-present | Клима Sněžka (ridge), elevation: 1603 m, 1981-2010 normals, extremes 1980-present | Клима Sněžka (ridge), elevation: 1603 m, 1981-2010 normals, extremes 1980-present |
| Показатељ \ Месец                                                                 | .Јан.                                                                             | .Феб.                                                                             | .Мар.                                                                             | .Апр.                                                                             | .Мај.                                                                             | .Јун.                                                                             | .Јул.                                                                             | .Авг.                                                                             | .Сеп.                                                                             | .Окт.                                                                             | .Нов.                                                                             | .Дец.                                                                             | .Год.                                                                             |
| --------------------------------------------------------------------------------- | --------------------------------------------------------------------------------- | --------------------------------------------------------------------------------- | --------------------------------------------------------------------------------- | --------------------------------------------------------------------------------- | --------------------------------------------------------------------------------- | --------------------------------------------------------------------------------- | --------------------------------------------------------------------------------- | --------------------------------------------------------------------------------- | --------------------------------------------------------------------------------- | --------------------------------------------------------------------------------- | --------------------------------------------------------------------------------- | --------------------------------------------------------------------------------- | --------------------------------------------------------------------------------- |
| Апсолутни максимум, °C (°F)                                                       | 9,8 (49,6)                                                                        | 10,1 (50,2)                                                                       | 14,0 (57,2)                                                                       | 16,3 (61,3)                                                                       | 29,2 (84,6)                                                                       | 26,0 (78,8)                                                                       | 24,6 (76,3)                                                                       | 30,0 (86)                                                                         | 24,5 (76,1)                                                                       | 19,9 (67,8)                                                                       | 17,1 (62,8)                                                                       | 12,0 (53,6)                                                                       | 30 (86)                                                                           |
| Максимум, °C (°F)                                                                 | −3,9 (25)                                                                         | −4,5 (23,9)                                                                       | −2,6 (27,3)                                                                       | 1,4 (34,5)                                                                        | 6,9 (44,4)                                                                        | 9,2 (48,6)                                                                        | 11,6 (52,9)                                                                       | 11,5 (52,7)                                                                       | 7,4 (45,3)                                                                        | 4,1 (39,4)                                                                        | −0,4 (31,3)                                                                       | −2,9 (26,8)                                                                       | 3,15 (37,67)                                                                      |
| Просек, °C (°F)                                                                   | −6,0 (21,2)                                                                       | −6,6 (20,1)                                                                       | −4,5 (23,9)                                                                       | −0,6 (30,9)                                                                       | 4,6 (40,3)                                                                        | 7,1 (44,8)                                                                        | 9,4 (48,9)                                                                        | 9,4 (48,9)                                                                        | 5,5 (41,9)                                                                        | 2,0 (35,6)                                                                        | −2,4 (27,7)                                                                       | −5,0 (23)                                                                         | 1,08 (33,93)                                                                      |
| Минимум, °C (°F)                                                                  | −8,0 (17,6)                                                                       | −8,5 (16,7)                                                                       | −6,4 (20,5)                                                                       | −2,5 (27,5)                                                                       | 2,3 (36,1)                                                                        | 4,9 (40,8)                                                                        | 7,3 (45,1)                                                                        | 7,3 (45,1)                                                                        | 3,7 (38,7)                                                                        | 0,1 (32,2)                                                                        | −4,2 (24,4)                                                                       | −6,7 (19,9)                                                                       | −0,89 (30,38)                                                                     |
| Апсолутни минимум, °C (°F)                                                        | −27,0 (−16,6)                                                                     | −24,6 (−12,3)                                                                     | −23,0 (−9,4)                                                                      | −14,9 (5,2)                                                                       | −9,0 (15,8)                                                                       | −4,8 (23,4)                                                                       | −1,5 (29,3)                                                                       | −3,0 (26,6)                                                                       | −5,8 (21,6)                                                                       | −16,1 (3)                                                                         | −16,8 (1,8)                                                                       | −25,4 (−13,7)                                                                     | −27 (−16,6)                                                                       |
| Количина падавина, mm (in)                                                        | 84,5 (3,327)                                                                      | 83,5 (3,287)                                                                      | 82,8 (3,26)                                                                       | 77,4 (3,047)                                                                      | 65,8 (2,591)                                                                      | 86,2 (3,394)                                                                      | 121,0 (4,764)                                                                     | 132,5 (5,217)                                                                     | 80,0 (3,15)                                                                       | 61,3 (2,413)                                                                      | 79,0 (3,11)                                                                       | 93,3 (3,673)                                                                      | 1.047,3 (41,233)                                                                  |
| Дани са падавинама (≥ 1.0 mm)                                                     | 14,2                                                                              | 13,5                                                                              | 14,4                                                                              | 10,0                                                                              | 11,8                                                                              | 13,1                                                                              | 13,5                                                                              | 10,8                                                                              | 11,7                                                                              | 11,3                                                                              | 13,8                                                                              | 14,8                                                                              | 152,9                                                                             |
| Сунчани сати — месечни просек                                                     | 72,9                                                                              | 66,6                                                                              | 89,7                                                                              | 167,6                                                                             | 177,5                                                                             | 176,5                                                                             | 172,8                                                                             | 180,2                                                                             | 110,4                                                                             | 92,8                                                                              | 58,9                                                                              | 62,0                                                                              | 1.427,9                                                                           |
| Извор: Infoclimat.fr                                                              |                                                                                   |                                                                                   |                                                                                   |                                                                                   |                                                                                   |                                                                                   |                                                                                   |                                                                                   |                                                                                   |                                                                                   |                                                                                   |                                                                                   |                                                                                   |

| Клима Sněžka (ridge), elevation: 1603 m, 1961-1990 normals and extremes | Клима Sněžka (ridge), elevation: 1603 m, 1961-1990 normals and extremes | Клима Sněžka (ridge), elevation: 1603 m, 1961-1990 normals and extremes | Клима Sněžka (ridge), elevation: 1603 m, 1961-1990 normals and extremes | Клима Sněžka (ridge), elevation: 1603 m, 1961-1990 normals and extremes | Клима Sněžka (ridge), elevation: 1603 m, 1961-1990 normals and extremes | Клима Sněžka (ridge), elevation: 1603 m, 1961-1990 normals and extremes | Клима Sněžka (ridge), elevation: 1603 m, 1961-1990 normals and extremes | Клима Sněžka (ridge), elevation: 1603 m, 1961-1990 normals and extremes | Клима Sněžka (ridge), elevation: 1603 m, 1961-1990 normals and extremes | Клима Sněžka (ridge), elevation: 1603 m, 1961-1990 normals and extremes | Клима Sněžka (ridge), elevation: 1603 m, 1961-1990 normals and extremes | Клима Sněžka (ridge), elevation: 1603 m, 1961-1990 normals and extremes | Клима Sněžka (ridge), elevation: 1603 m, 1961-1990 normals and extremes |
| Показатељ \ Месец                                                       | .Јан.                                                                   | .Феб.                                                                   | .Мар.                                                                   | .Апр.                                                                   | .Мај.                                                                   | .Јун.                                                                   | .Јул.                                                                   | .Авг.                                                                   | .Сеп.                                                                   | .Окт.                                                                   | .Нов.                                                                   | .Дец.                                                                   | .Год.                                                                   |
| ----------------------------------------------------------------------- | ----------------------------------------------------------------------- | ----------------------------------------------------------------------- | ----------------------------------------------------------------------- | ----------------------------------------------------------------------- | ----------------------------------------------------------------------- | ----------------------------------------------------------------------- | ----------------------------------------------------------------------- | ----------------------------------------------------------------------- | ----------------------------------------------------------------------- | ----------------------------------------------------------------------- | ----------------------------------------------------------------------- | ----------------------------------------------------------------------- | ----------------------------------------------------------------------- |
| Апсолутни максимум, °C (°F)                                             | 9,0 (48,2)                                                              | 9,2 (48,6)                                                              | 12,0 (53,6)                                                             | 18,2 (64,8)                                                             | 18,4 (65,1)                                                             | 20,5 (68,9)                                                             | 23,6 (74,5)                                                             | 23,4 (74,1)                                                             | 21,1 (70)                                                               | 18,1 (64,6)                                                             | 14,6 (58,3)                                                             | 13,2 (55,8)                                                             | 23,6 (74,5)                                                             |
| Максимум, °C (°F)                                                       | −4,5 (23,9)                                                             | −4,4 (24,1)                                                             | −2,5 (27,5)                                                             | 1,2 (34,2)                                                              | 6,3 (43,3)                                                              | 9,4 (48,9)                                                              | 10,9 (51,6)                                                             | 11,1 (52)                                                               | 8,0 (46,4)                                                              | 4,9 (40,8)                                                              | −0,4 (31,3)                                                             | −3,1 (26,4)                                                             | 3,08 (37,53)                                                            |
| Просек, °C (°F)                                                         | −7,0 (19,4)                                                             | −6,8 (19,8)                                                             | −5,0 (23)                                                               | −1,4 (29,5)                                                             | 3,4 (38,1)                                                              | 6,5 (43,7)                                                              | 8,0 (46,4)                                                              | 8,2 (46,8)                                                              | 5,3 (41,5)                                                              | 2,3 (36,1)                                                              | −2,8 (27)                                                               | −5,6 (21,9)                                                             | 0,43 (32,77)                                                            |
| Минимум, °C (°F)                                                        | −9,5 (14,9)                                                             | −9,1 (15,6)                                                             | −7,2 (19)                                                               | −3,6 (25,5)                                                             | 1,2 (34,2)                                                              | 4,3 (39,7)                                                              | 5,8 (42,4)                                                              | 6,1 (43)                                                                | 3,3 (37,9)                                                              | 0,0 (32)                                                                | −5,0 (23)                                                               | −8,0 (17,6)                                                             | −1,81 (28,73)                                                           |
| Апсолутни минимум, °C (°F)                                              | −32,1 (−25,8)                                                           | −22,6 (−8,7)                                                            | −25,5 (−13,9)                                                           | −14,8 (5,4)                                                             | −12,0 (10,4)                                                            | −7,1 (19,2)                                                             | −2,2 (28)                                                               | −2,6 (27,3)                                                             | −5,3 (22,5)                                                             | −12,0 (10,4)                                                            | −17,4 (0,7)                                                             | −24,9 (−12,8)                                                           | −32,1 (−25,8)                                                           |
| Количина падавина, mm (in)                                              | 87 (3,43)                                                               | 91 (3,58)                                                               | 87 (3,43)                                                               | 104 (4,09)                                                              | 123 (4,84)                                                              | 141 (5,55)                                                              | 138 (5,43)                                                              | 132 (5,2)                                                               | 85 (3,35)                                                               | 76 (2,99)                                                               | 103 (4,06)                                                              | 96 (3,78)                                                               | 1,263 (49,73)                                                           |
| Дани са падавинама (≥ 1.0 mm)                                           | 16,2                                                                    | 14,6                                                                    | 15,0                                                                    | 13,6                                                                    | 13,4                                                                    | 14,7                                                                    | 13,5                                                                    | 12,5                                                                    | 11,9                                                                    | 11,3                                                                    | 16,2                                                                    | 16,9                                                                    | 169,8                                                                   |
| Сунчани сати — месечни просек                                           | 72,0                                                                    | 84,0                                                                    | 101,0                                                                   | 125,0                                                                   | 158,0                                                                   | 143,0                                                                   | 154,0                                                                   | 155,0                                                                   | 116,0                                                                   | 117,0                                                                   | 62,0                                                                    | 65,0                                                                    | 1.352                                                                   |
| Извор: NOAA                                                             |                                                                         |                                                                         |                                                                         |                                                                         |                                                                         |                                                                         |                                                                         |                                                                         |                                                                         |                                                                         |                                                                         |                                                                         |                                                                         |

## Галерија
- Крконоше
- Снежка - панорама
- Снежка
- Снежка
- Капела Св. Ловре  2012
- Катастрофа јун 2009
- Снежка, нова пошта
- Станица жичаре на врху Снежке
- Снежка под снегом